# Willy Crook
Eduardo Guillermo Crook Pantano, más conocido como Willy Crook (Villa Gesell, 28 de agosto de 1965-Buenos Aires, 27 de junio de 2021), fue un saxofonista, guitarrista, vocalista y compositor de rock argentino. Participó en bandas de rock de Argentina tales como Patricio Rey y sus Redonditos de Ricota y Los Abuelos de la Nada.

## Trayectoria artística
En 1985, participó activamente en la grabación de Gulp!, primer álbum de estudio de Patricio Rey y sus Redonditos de Ricota. El año siguiente colaboró en la grabación de Oktubre, segundo álbum de estudio de la misma banda. Crook estuvo cuatro años formando parte de la banda, que dejó en 1987.
Colaboró con artistas nacionales como Charly García, Los Fabulosos Cadillacs, Pachuco Cadáver, Sumo, Los Gardelitos, Riff, Comida China, Los Encargados, Los Mimilocos, Andrés Calamaro, Jorge Pinchevsky e internacionales como Rita Marley, Los Toreros Muertos, Gotan Project, Alvin Lee, Miguel Gandulfo, Echo & the Bunnymen y Dermis Tatú.
Realizó muchos espectáculos con su amigo, el trompetista Gillespi. Fue telonero de James Brown y David Bowie en sus visitas a Buenos Aires en la década de los 90.
A partir de 1997 formó su propia banda llamada "Los Funky Torinos". La banda estaba integrada por Juan Miguel Valentino en guitarra, Timoty Cid en batería, Carlos Patan Vidal en teclados, Miguel Ángel Tallarita en trompeta, Fernando Lupano en bajo, Bebe Ferreira en trombón y Willy Crook en saxo, guitarra y voz. En el primer disco, Willy Crook & the Funky Torinos, participan artistas invitados como Miguel Zavaleta, Daniel Melingo y Fernando Samalea. Está considerado como un referente de la música funk de Argentina.
El 19 de junio de 1999 en el Patinódromo de Mar del Plata hizo su última presentación junto a Los Redondos, banda que se separaría dos años después.

## Fallecimiento
Falleció el 27 de junio de 2021 luego de pasar más de dos semanas en una unidad de terapia intensiva tras sufrir un accidente cerebrovascular.

## Cronología
- 1985: Colaboró en la grabación de Gulp!, primer álbum de estudio de Patricio Rey y sus Redonditos de Ricota.
- 1986: Colaboró en la grabación de Oktubre, segundo álbum de estudio de Patricio Rey y sus Redonditos de Ricota, ese mismo año tocó con Riff y grabó para el disco Paladium '86.
- 1987: Formó parte de la última gira de Los Abuelos de la Nada; y grabó con Mimilocos el casete Trulepa.
- 1993: Tocó como invitado en el megarecital de Charly García dado ese año en el estadio de Ferro.
- 1995: Lanzó su álbum debut, Big Bombo Mamma.[10]
- 1996: Lanzó su segundo álbum, Pirata, grabado en vivo.
- 1997: Formó Willy Crook & Funky Torinos y grabó un disco con el mismo nombre.
- 1998: Presentó su tercer trabajo, Eco.
- 1999: Editó dos discos grabados en vivo en un recital que dio en el Teatro Coliseo de Buenos Aires.
- 2000: Grabó Versiones, un disco de covers con clásicos de The Beatles y Billy Joel, entre otros, y Crük, un álbum que contiene remezclas de registros que dejó en su portastudio durante los años 1980 y 1990.
- 2001: Grabó las voces en «Chunga's Revenge» del álbum La Revancha del Tango de Gotan Project.
- 2004: Comenzó una gira por el Gran Buenos Aires y el interior de Argentina, tras presentar su último disco Fuego Amigo, editado por Omerta Records.
- 2010: Armó The Royal We junto a Déborah Dixon, Carlos «Patán» Vidal, Ryan Anderson, Timoty Cid, Nacho Porqueres e invitados especiales. Juntos realizaron un exitoso ciclo en Belushi Martini Bar, y el 3 de diciembre de 2010 editaron Willy Crook & The Royal We.
- 2011: Junto con The Royal We participó de la grabación del disco CD y DVD Live From Rulemánia (2012) de Gillespi.
- 2012: Formó el trío Puelches, con Gustavo Giannini en bajo y Julián Cabaza Fabiani en batería.
- 2016: Publicó el disco X con the Funky Torinos, con la participación de Deborah Dixon en «Outstanding» y la voz póstuma de Bam Bam Miranda en «No te culpes».
- 2016-2018: Colaboró ocasionalmente como artista invitado en la banda Los Decoradores, agrupación compuesta por los exmúsicos de Los Redondos Sergio Dawi, Semilla Buciarelli, Walter Sidotti y Tito Fargo.
- 2019: Presentó junto a The Funky Torinos su última placa, Lotophagy.

## Discografía
- 1995: Big Bombo Mamma
- 1996: Pirata
- 1997: Willy Crook & Funky Torinos
- 1998: Eco
- 1999: Vivo I
- 1999: Vivo II
- 2000: Crük
- 2000: Versiones
- 2004: Fuego Amigo
- 2016: X
- 2019: Lotophagy
- 2020: Reworker